# Ilhas Cook nos Jogos Olímpicos de Verão de 1996
Ilhas Cook participou dos Jogos Olímpicos de Verão de 1996 em Atlanta, Estados Unidos.

## Desempenho

### Atletismo
Masculino
| Prova        | Atleta | Preliminares | Preliminares | Quartas     | Quartas     | Semifinal   | Semifinal   | Final       | Final       |
| Prova        | Atleta | Marca        | Posição      | Marca       | Posição     | Marca       | Posição     | Marca       | Posição     |
| ------------ | ------ | ------------ | ------------ | ----------- | ----------- | ----------- | ----------- | ----------- | ----------- |
| Mark Sherwin | 100 m  | 11s41        | 9º/bat. 12   | Não avançou | Não avançou | Não avançou | Não avançou | Não avançou | Não avançou |